# Apple-Minis
Apple-Minis est une marque de céréales de petit-déjeuner du groupe Nestlé, maintenant disparue, qui existait de 1998 à 2003. Les céréales étaient constituées de carrés de blé complet avec des morceaux de pommes, le tout « doré au four ».
Nestlé a lancé en 2004 un produit identique sur la forme, les céréales Cini Minis, mais très différent sur le fond car les carrés de blé sont aromatisés à la cannelle à la place de la pomme.

## Publicité
La mascotte était un petit cuisinier assez bougon au gros nez, les cheveux et sourcils blancs et arborant une tenue de cuisinier toute blanche à l'exception d'un foulard à carreaux à traits rouges.
Dans les publicités télévisées, le cuisinier se plaignait de ne plus pouvoir se reposer tellement les enfants redemandaient des Apple-Minis et à la fin. Marchant fièrement, il se cognait contre l'anse d'un vase et y donnait un coup de pied de rage. 
D'autres publicités montraient simplement le cuisinier présentant son idée "révolutionnaire" qu'il a eue en recevant une pomme sur la tête. Il cuisine ses céréales sous nos yeux, tout en faisant des commentaires alléchants. Puis à la fin, après avoir fini de tout préparer, il se cognait contre l'anse d'un vase et y donnait un coup de pied de rage. 
Le comédien Roger Carel a prêté sa voix au personnage.  
Des vidéos sont disponibles sur Ina.fr.